# Asura simplifascia
Asura simplifascia är en fjärilsart som beskrevs av Henry John Elwes 1890. Asura simplifascia ingår i släktet Asura och familjen björnspinnare. Inga underarter finns listade i Catalogue of Life.